# Школа имени Горького
Школа им. Горького — деревня в Кардымовском районе Смоленской области России. Входит в состав Тюшинского сельского поселения. Население — 3 жителя (2007 год).
Расположена в центральной части области в 13 км к юго-западу от Кардымова, в 5 км южнее автодороги Р134 «Старая Смоленская дорога» Смоленск — Дорогобуж — Вязьма — Зубцов, на берегу реки Соменка. В 0,7 км юго-восточнее деревни расположена железнодорожная станция Духовская на линии Москва — Минск.

## История
В годы Великой Отечественной войны деревня была оккупирована гитлеровскими войсками в августе 1941 года, освобождена в сентябре 1943 года..
До 2018 года находилась в составе Мольковского сельского поселения, а после его упразднения включено в состав Тюшинского сельского поселения.